# Europeiska unionens terroristlista
Europeiska unionens terroristlista, formellt Europeiska unionens förteckning över personer, grupper och enheter som är föremål för särskilda åtgärder i syfte att bekämpa terrorism, är en lista som Europeiska unionen (EU) upprätthåller. Listan innehåller en förteckning på personer och grupper som EU pekar ut som terrorister respektive terroristorganisationer.
EU:s terroristlista infördes i december 2001 och uppdateras minst en gång per halvår. 2007 infördes förändringar i hanteringen av listan i syfte att säkerställa rättssäker hantering av hur personer och grupper förs upp på listan respektive avförs från den. Versionen från 16 januari 2024 omfattar 16 personer och 21 grupper.

## Historik

### Införandet av listan
11 september-attackerna 2001 var bakgrunden till att EU:s terroristlista inrättades. Listan blev också EU-ländernas sätt att implementera FN-resolutionen 1373 av 28 september 2001, som inrättade FN:s sanktionslista över personer med koppling till terrorism. Denna resolution utfärdades av FN:s säkerhetsråd under kapitel VII i FN-stadgan, vilket innebär att den är bindande för alla FN:s medlemsländer.
Den första versionen av terroristlistan antogs av Europeiska unionens råd 27 december 2001, i form av en gemensam ståndpunkt, och omfattade då 29 personer och 13 grupper. Usama Bin Ladin och personer och grupper som ansågs höra ihop med honom hade redan tidigare varit föremål för ett motsvarande EU-beslut 26 februari 2001, till följd av FN-resolution 1333 som antogs 19 december 2000, och fanns därför inte med på listan.
Den gemensamma ståndpunkten från december 2001 inkluderade en definition av terrorism.
Innebörden av att en person eller grupp fördes upp på listan var i första hand att alla deras pengar och andra finansiella medel skulle frysas, samt att inga finansiella tjänster eller liknande tjänster fick vara tillgängliga för de på listan. Därutöver innehöll den gemensamma ståndpunkten en påminnelse om att EU-länderna skulle "ge varandra största möjliga bistånd när det gäller att förhindra och bekämpa terroristhandlingar" samt "fullt ut utnyttja sina befintliga befogenheter" för detta syfte.

### Ändringar 2007
2007 genomfördes förändringar i hur uppdateringarna av listan hanterades. Målsättningen var att åstadkomma ett tydligare och öppnare sätt att föra upp nya personer eller grupper på listan, respektive att avföra dem från listan. Bland annat infördes en ny arbetsgrupp som undersöker och värderar information som ligger till grund för förändringar av listan.

## Listade terrororganisationer
Senast uppdaterad den 16 januari 2024
| Organisation                                            | Bas          |
| ------------------------------------------------------- | ------------ |
| Abu Nidal-organisationen                                | Palestina    |
| Al-Aqsa-martyrernas brigader                            | Palestina    |
| Al-Aqsa foundation                                      | Palestina    |
| Babbar Khalsa                                           | Indien       |
| Filippinska kommunistpartiet                            | Filippinerna |
| Iranska underrättelsetjänstens inrikesdirektorat        | Iran         |
| Gama’a al-Islamiyya                                     | Egypten      |
| İslami Büyük Doğu Akıncılar Cephesi                     | Turkiet      |
| Hamas                                                   | Palestina    |
| Hizbollahs militära gren                                | Libanon      |
| Hizbul Mujahideen                                       | Pakistan     |
| Hayat Tahrir al-Sham                                    | Syrien       |
| Khalistan Zindabad Force                                | Indien       |
| Kurdistans arbetarparti (PKK)                           | Turkiet      |
| Tamilska befrielsetigrarna                              | Sri Lanka    |
| Ejército de Liberación Nacional                         | Colombia     |
| Palestinska islamiska jihad                             | Palestina    |
| Folkfronten för Palestinas befrielse (PFLP)             | Palestina    |
| Folkfronten för Palestinas befrielse - generalkommandot | Syrien       |
| Devrimci Halk Kurtuluş Partisi-Cephesi                  | Turkiet      |
| Perus kommunistiska parti                               | Peru         |
| Teyrbazen Azadiya Kurdistan                             | Turkiet      |